# Алмейда (театр)
«Алмейда» (англ. Almeida) — театр-студия, расположенный в лондонском районе Ислингтон. Театр получил своё имя по названию улицы, на которой расположено здание. Относится к т. н. «театрам вне Вест-Энда». Несмотря на своё расположение, Алмейда имеет международно признанный статус одного из ведущих британских театров.

## История здания
Здание театра было построено в 1837 году для недавно созданного Литературного и научного сообщества Ислингтона. В его помещениях располагались библиотека с читальным залом, музей, лаборатория и лекционный театр на 500 мест. В 1874 году здание поступило в собственность Веллингтонского клуба. В 1890 году дом был приобретен Армией спасения, в результате чего зал был перестроен, чтобы удовлетворять потребностям организации. С 1956 года некоторое время в помещении были мастерские и шоурум фабрики Beck’s British Carnival Novelties, но в основном здание пустовало. В 1972 году ему был присвоен 2 уровень в Списке зданий, представляющих особую архитектурную или историческую ценность, и в это же время началась кампания за превращения его в театр.

## Творческая деятельность
Кампанию возглавил известный режиссёр ливанского происхождения Пьер Оди. Именно он в 1980 году стал художественным руководителем открывшегося театра. Под его руководством театр приобрел международную репутацию, в том числе благодаря учрежденному Международному фестивалю современной музыки и драмы. Алмейда стала престижной принимающей площадкой для нестандартных, авангардных и региональных постановок в Лондоне. В рамках Фестиваля в Алмейде работали известные режиссёры, музыканты, композиторы, к примеру Юрий Любимов, Питер Брук, Роберт Уилсон, Клод Вивье, Саймон Макберни, Вирджил Томсон, Джачинто Шельси, Альфред Шнитке и многие другие.

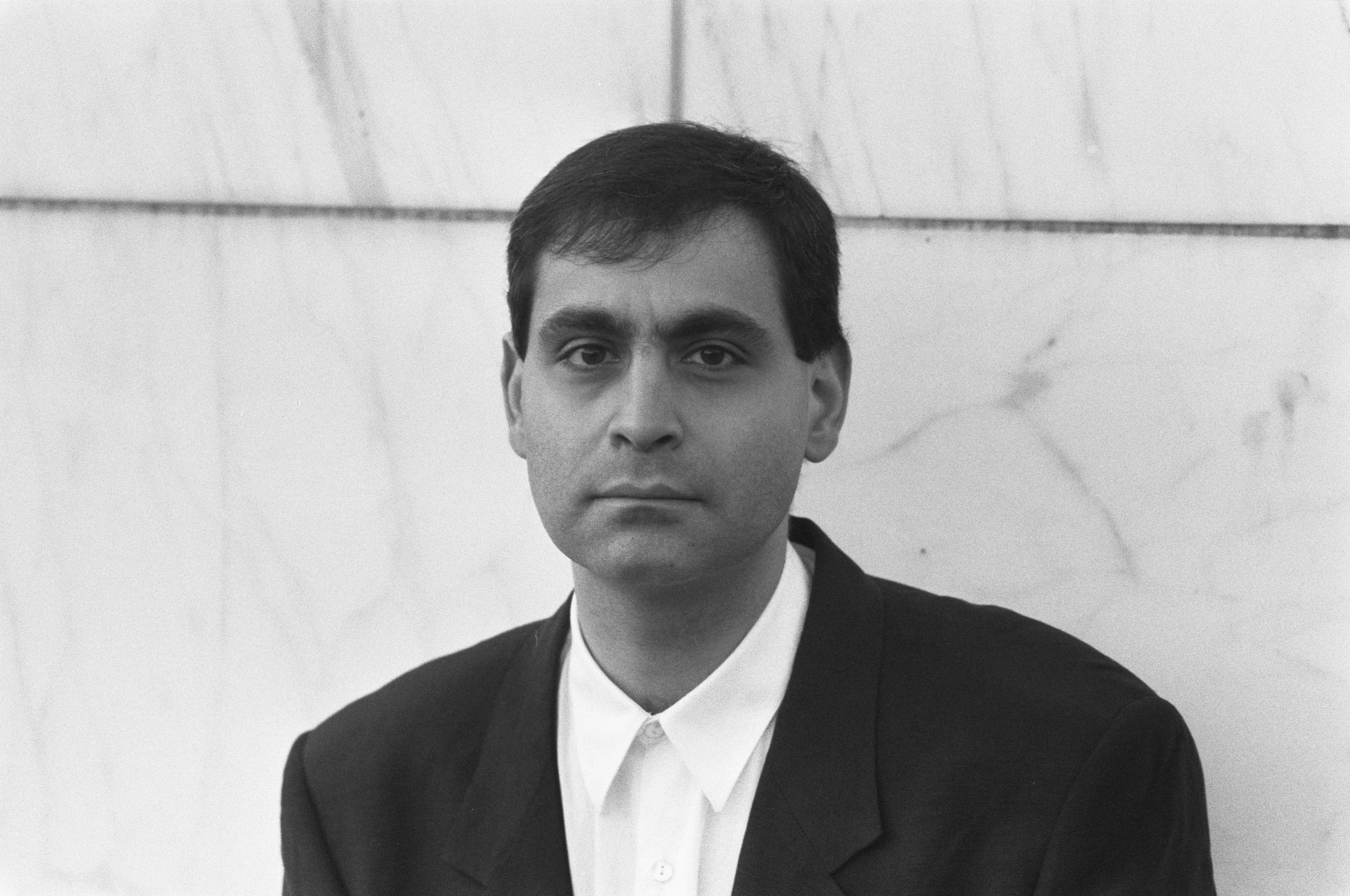
Пьер Оди

В 1990 году пост художественного руководителя заняли сразу двое: Иан Макдермид и Джонатан Кент. На сцене театра стали ставиться пьесы ведущих британских и международных драматургов, и театр приобрел репутацию, сравнимую с ведущими театрами Вест-Энда. Постановки Алмейды постоянно проходили при полном зале и часто по окончании показа на этой сцене проходил трансфер спектаклей в Вест-Энд и на Бродвей. На сцену студийного театра на севере Лондона выходили голливудские звезды (Кевин Спейси, Рэйф Файнс, Рэйчел Вайс). В 1993 году Алмейда получила Премию Лоренса Оливье за выдающееся достижение в театре.
В 2001 году театр переехал в переоборудованное помещение автобусного парка в районе Кингс-Кросс в связи с начавшимся ремонтом основного здания. В 2002 году пост художестввенного руководителя занял Майкл Аттенборо, а в мае 2003 года открылось реконструированное здание Алмейды спектаклем «Женщина с моря» в постановке Тревора Нанна. За 11 лет, которые Аттенборо провел на главном посту, в театре были представлены 32 постановки (что почти в 2 раза больше, чем за аналогичный период руководства Макдермид-Кент), а также учреждена образовательная программа для поощрения молодых зрителей. Аттенборо подал в отставку в октябре 2012 года.
С сентября 2013 года пост художественного руководителя театра занимает Руперт Гулд. Постановки театра продолжают завоевывать престижные театральные награды, происходят регулярные переносы спектаклей в крупные театры Вест-Энда, а также на Бродвей. Среди отмеченных критиками постановок были «Призраки» Ибсена с Лесли Мэнвилл (2013), «Кимерика» Люси Кирвуд (2013), «Король Карл III» Майка Бартлета (2014), «Мария Стюарт» Шиллера с Джульет Стивенсон (2016), «Чернила» Джеймса Грэма (2017), «Гамлет» с Эндрю Скоттом (2017), «Лето и дым» Т.Уильямса (2018).